# Bea Schwarz

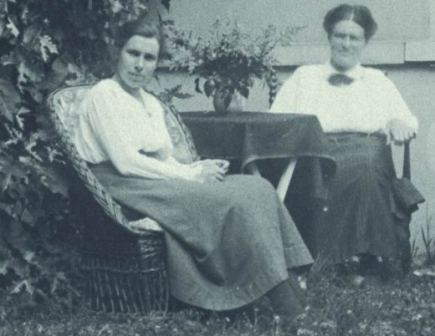
Bea Schwarz met prof. Johanna Westerdijk

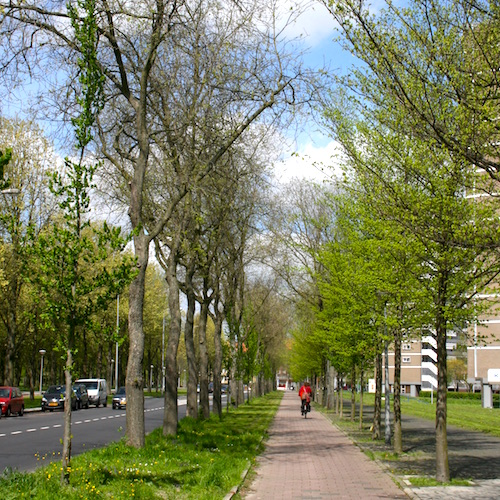
Links de Bea Schwarz-iepen langs de Noordzijde bij de Sloterplas (Ulmus Bea Schwarz), rechts later geplante vervangers. Foto: Erik Swierstra.

Marie Beatrice (Bea) Schol - Schwarz (Batavia, 12 juli 1898 – Baarn, 27 juli 1969) was een Nederlands botanicus en schimmeldeskundige. Ze ontdekte als fytopatholoog de schimmel die de Nederlandse iepziekte veroorzaakte. Ze bestudeerde eerst ziekteverwekkers van pinda's en later de schimmel Phialophora.
Bea Schwarz studeerde aan de Universiteit van Utrecht, waar ze de eerste promovenda was van Johanna Westerdijk. In 1922 ontdekte ze tijdens haar studie de oorzakelijke schimmel Graphium ulmi Schwarz (later Ophiostoma ulmi genoemd) van de Nederlandse iepziekte. Schwarz bracht het grootste deel van haar vroege professionele leven door met het bestuderen van ziekteverwekkers van de pinda (Arachis hypogaea) bij het landbouwkundig onderzoek station in Bogor.
Na haar huwelijk in 1926, trok ze zich terug uit het onderzoek om een gezin te stichten. Toen Nederlands Oost-Indië in 1942 werd binnengevallen door het Japanse leger werden zij en haar man geïnterneerd in aparte kampen. Haar man zou kort daarna overlijden. Na de bevrijding keerde Schwarz met haar twee zonen terug naar Nederland, waar ze ging werken bij het Centraal Bureau voor Schimmelcultures (CBS) in Baarn, het bestuderen van verschillende schimmels en het schrijven van een monografie over het geslacht Epicoccum.
Na haar tweede pensionering bleef ze het geslacht Phialophora bestuderen ondanks haar snel afnemende gezondheid. Kort voor haar dood in 1969, werd zij benoemd tot Officier in de Orde van Oranje Nassau als erkenning voor haar bijdrage aan fytopathologie.

## Naamgeving
De eerste enigszins resistente iepenkloon Bea Schwarz werd naar haar vernoemd. Deze iepsoort werd gekloond (als nr 62) in Wageningen uit een selectie van Ulmus minor die in 1939 in Frankrijk was gevonden. De standaard auteurafkorting MBSchwarz wordt gebruikt om haar als auteur aan te geven bij het citeren van een botanische naam.

## Publicaties
Onder meer
- Das Zweigsterben der Ulmen, Trauerweiden und Pfirsichbäume: eine vergleichende-pathologische Studie, proefschrift Utrecht 1922 en Mededeelingen uit het Phytopathologisch Laboratorium "Willie Commelin Scholten", Amsterdam, 5.
  - vertaald als The branch dying of the elms, weeping willows and peach trees, California. Dept. of Forestry, Sacramento [1984]
- The European elm disease: a compilation of the more important available information., F.A. Bartlett Tree Expert Co., Stamford, Connecticut 1928. Bulletin Bartlett Research Laboratories, no. 1.
- De persoon van Professor Dr Johanna Westerdijk, Tijdschrift over Plantenziekten 58 (1952) 200-201
- Cephalosporium crotocinigenum sp.nov., 1965

## Vernoemd
- Ulmus x hollandica 'Bea Schwarz'

## Noordoever van de Sloterplas
Aan de Noordoever van de Sloterplas werd in de jaren vijftig een rij iepen met haar naam geplant. In de decennia erna verfrommelde de rij iepen, in 2016 werd begonnen aan herstel.